# Stegastes lividus
Stegastes lividus là một loài cá biển thuộc chi Stegastes trong họ Cá thia. Loài này được mô tả lần đầu tiên vào năm 1801.
Từ lividus có nghĩa là "màu xanh đen", ám chỉ cơ thể màu xám chì của loài này. Một danh pháp đồng nghĩa của nó là Stegastes robertsoni, vốn được đặt theo tên của nhà ngư học D. Ross Robertson.

## Phân bố và môi trường sống
S. lividus có phạm vi phân bố ở Nam Thái Bình Dương. Đây là loài đặc hữu của quần đảo Marquises. S. lividus sống xung quanh những rạn san hô và bãi đá ngầm, những nơi đáy biển có nhiều đá, ở độ sâu rất nông, khoảng 5 m trở lại. Nhiều mẫu vật được thu thập tại các vũng vịnh, đầm phá và trong các hồ thủy triều.

## Mô tả
S. lividus trưởng thành dài khoảng 11 cm. Đầu và toàn thân của S. lividus có màu nâu sẫm. Các vảy có viền màu sẫm tạo thành các đường sọc trên thân. Vây ngực có đốm đen ở gốc. S. lividus trước đây bị nhầm lẫn với loài Stegastes nigricans.
Số ngạnh ở vây lưng: 12; Số vây tia mềm ở vây lưng: 15; Số ngạnh ở vây hậu môn: 2; Số vây tia mềm ở vây hậu môn: 12 - 14; Số vây tia mềm ở vây ngực: 19 - 20; Số đốt sống: 26.
Thức ăn của S. lividus là rong tảo và các động vật không xương sống (giun, hải quỳ, giáp xác). S. lividus thường bơi theo đàn nhỏ. Trứng của chúng được đính vào mặt đá hoặc san hô, được bảo vệ và chăm sóc bởi cá đực.